# Wickus Nienaber
Wickus Nienaber (* 24. Juni 1981 in Südafrika) ist ein ehemaliger eswatinischer Schwimmer. Er war spezialisiert auf Brustschwimmen. Er ist viermaliger College Swimmer of the Year, Sieger der 2004 Atlantic Coast Conference und hält mindestens 40 nationale Jahrgangs-Rekorde für Eswatini. Er war Mitglied der Schwimmmannschaft der Florida State Seminoles unter Trainer Neil Harper und promovierte in Informatik an der Florida State University in Tallahassee, Florida.

## Schwimmer-Karriere
Nienaber war erstmals im Team von Eswatini bei den Olympischen Sommerspielen 2000 in Sydney, wo er im Wettbewerb über 100 m Brust antrat. In den Vorläufen kam er auf Platz 47.
Für die Olympischen Sommerspiele 2004 in Athen qualifizierte sich Nienaber erneut für den Wettbewerb über 100 m Brust durch seine Leistung bei den Schwimmweltmeisterschaften 2003 in Barcelona (Zeit: 1:04,22 min). Bei den Olympischen Spielen Schwamm er auf Platz 42.